# Rossville, Maryland
Rossville är en ort i Baltimore County i delstaten Maryland, USA.